# Józef Zaroski
Józef Zaroski (ur. 14 września 1893, zm. 10 maja 1967) – polski lekarz, doktor medycyny, inspektor lekarski, porucznik służby zdrowia Wojska Polskiego.

## Życiorys
Urodził się 14 września 1893. Ukończył studia medyczne uzyskując tytuł naukowy doktora.  Po odzyskaniu przez Polskę niepodległości z 1918 wstąpił do Wojska Polskiego. Został mianowany porucznikiem lekarzem.

W latach 20. pracował w Generalnej Dyrekcji Służby Zdrowia, skąd w styczniu 1925 został przeniesiony na stanowisko inspektora lekarskiego w Wydziale Służby Zdrowia województwa nowogródzkiego, a od 1 czerwca 1925 przeniesiony na analogiczne stanowisko w województwie poleskim

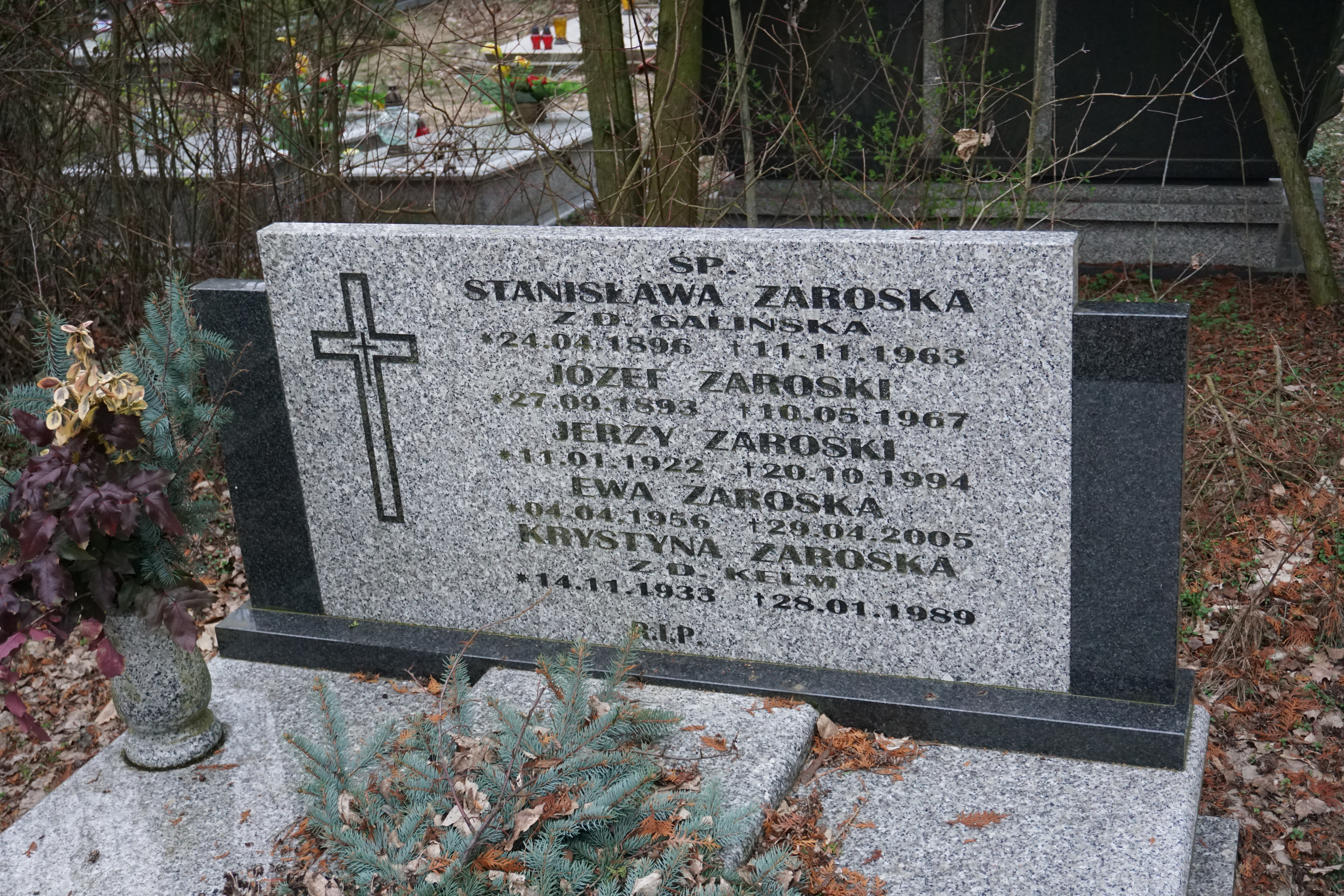
Grób dra Józefa Zaroskiego na Cmentarzu Junikowskim

Publikował w „Nowinach Lekarskich”. Funkcjonował jako zastępca przewodniczącego sądu lekarskiego Naczelnej Izby Lekarskiej i był odpowiedzialny za województwo poleskie. W 1936 był naczelnikiem Wydziału Zdrowia Urzędu Wojewódzkiego w Poznaniu.
W 1945 został ponownie naczelnikiem Wydziału Zdrowia Urzędu Wojewódzkiego w Poznaniu.
Zmarł 10 maja 1967. Pochowany 13 maja 1967 na Cmentarzu Junikowo w Poznaniu (pole 7 kwatera B-3-2).

## Ordery i odznaczenia
- Krzyż Kawalerski Orderu Odrodzenia Polski (31 grudnia 1923)[9]
- Złoty Krzyż Zasługi (14 maja 1929)[10]